# Province de Kushiro
Kushiro (釧路国, -no kuni) était une ancienne province du Japon située sur l'île d'Hokkaido. Elle correspond à l'actuelle sous-préfecture de Kushiro à laquelle on ajoute une partie de la sous-préfecture d'Abashiri.

## Histoire
- 15 août 1869, la province de Kushiro est instaurée
- 1872, la population de la province est de 1734 habitants
- 1882, toutes les provinces d'Hokkaido fusionnent

## Économie
La dernière mine de charbon du Japon était située à Kushiro, et était exploitée par la Taiheiyo Coal Mining & Co. Elle a été fermée en 2002.

## Districts
- Shiranuka (白糠郡)
- Ashoro (足寄郡)
- Kushiro (釧路郡)
- Akan (阿寒郡)
- Abashiri (網尻郡)
- Kawakami (川上郡)
- Akkeshi (厚岸郡)